# Trojan–Tauranac Racing

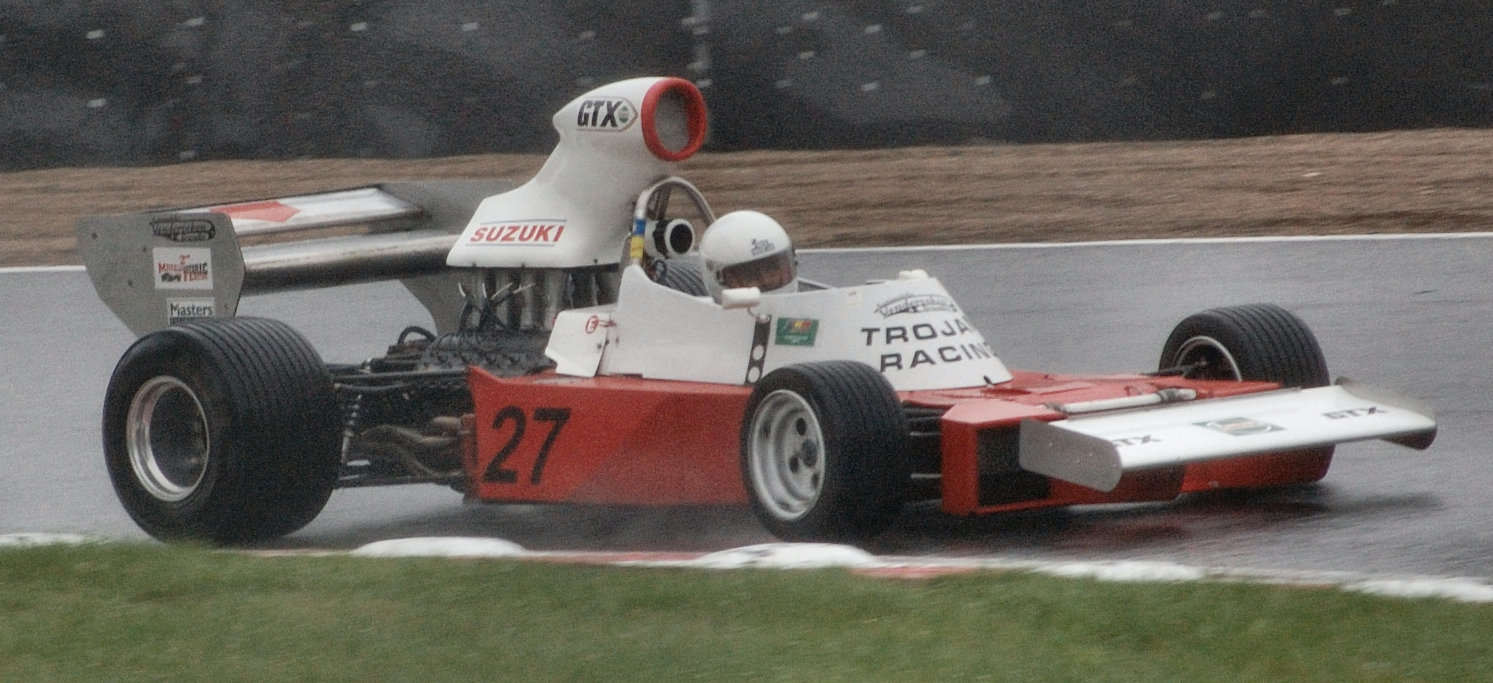
Paul Grant dirigindo um carro da Trojan-Tauranac Racing.

Trojan-Tauranac Racing (ou apenas Trojan) foi uma equipe de Fórmula 1 do Reino Unido. Teve em seus quadros o engenheiro e ex-dirigente da Brabham Ron Tauranac.
Inscreveu-se em 8 provas da temporada de 1974, largando em seis, todas com o australiano Tim Schenken. A melhor posição de largada foi um 19º lugar no GP da Áustria, enquanto que a melhor classificação em corridas foi um 10º lugar no GP da Bélgica.